# بردن کارلتن
بردن کارلتن (به انگلیسی: Borden-Carleton) یک منطقهٔ مسکونی در کانادا است که در جزیره پرنس ادوارد واقع شده‌است. بردن کارلتن ۷۲۴ نفر جمعیت دارد.